# Mesoleius tibiator
Mesoleius tibiator är en stekelart som beskrevs av Dmitriy R. Kasparyan 2000. Mesoleius tibiator ingår i släktet Mesoleius och familjen brokparasitsteklar. Arten är reproducerande i Sverige. Inga underarter finns listade i Catalogue of Life.